# Meremra puncta
Meremra puncta är en insektsart som beskrevs av Irena Dworakowska och Chandrasekhara A. Viraktamath 1979. Meremra puncta ingår i släktet Meremra och familjen dvärgstritar. Inga underarter finns listade i Catalogue of Life.